# Новосвітська селищна рада (Старобешівський район)
Новосві́тська се́лищна ра́да — адміністративно-територіальна одиниця та орган місцевого самоврядування у Старобешівському районі Донецької області. Адміністративний центр — селище міського типу Новий Світ.

## Загальні відомості
- Населення ради: 9 329 осіб (станом на 1 січня 2011 року)

## Населені пункти
Селищній раді підпорядковані населені пункти:
- смт Новий Світ

## Склад ради
Рада складається з 30 депутатів та голови.
- Голова ради: Машков Сергій Олександрович
- Секретар ради: Красовська Любов Михайлівна

### Керівний склад попередніх скликань
| Прізвище, ім'я, по батькові        | Основні відомості                                                                             | Дата обрання | Дата звільнення |
| ---------------------------------- | --------------------------------------------------------------------------------------------- | ------------ | --------------- |
| Берднікова Ірина Аркадіївна        | Селищний голова, 1956 року народження, позапартійна                                           | 26.03.2006   | 31.10.2010      |
| Немилостивий Володимир Миколайович | Селищний голова, 1958 року народження, освіта вища, член Партії регіонів                      | 31.10.2010   | 08.04.2013      |
| Машков Сергій Олександрович        | Селищний голова, 1973 року народження, освіта середня спеціальна, член Партії Зелених України | 15.12.2013   |                 |

Примітка: таблиця складена за даними сайту Верховної Ради України

### Депутати
За результатами місцевих виборів 2010 року депутатами ради стали:

#### За суб'єктами висування
| Суб'єкт висування           | Кількість обраних депутатів | %   |
| --------------------------- | --------------------------- | --- |
| Партія регіонів             | 27                          | 90  |
| Самовисування               | 2                           | 6,7 |
| Комуністична партія України | 1                           | 3,3 |

#### За округами
| № округу                    | Прізвище, ім'я, по батькові          | Дата визнання обраним | Освіта  | Партійна приналежність | Відомості про обраного депутата                                         |
| --------------------------- | ------------------------------------ | --------------------- | ------- | ---------------------- | ----------------------------------------------------------------------- |
| Комуністична партія України |                                      |                       |         |                        |                                                                         |
| 8                           | Ачкасова Любов Миколаївна            | 04.11.2010            | вища    | позапартійна           | Старобешівська теплоелектростанція, лаборант хімічного цеху             |
| Партія регіонів             |                                      |                       |         |                        |                                                                         |
| 2                           | Седляр Володимир Михайлович          | 04.11.2010            | вища    | член Партії регіонів   | Старобешівська теплоелектростанція, начальник ВТВ                       |
| 3                           | Гаврилов Андрій Михайлович           | 04.11.2010            | вища    | член Партії регіонів   | Старобешівська теплоелектростанція, заступник начальника ВМТЗ           |
| 4                           | Волков Олександр Олексійович         | 04.11.2010            | вища    | член Партії регіонів   | Старобешівська теплоелектростанція, інженер-електронік                  |
| 5                           | Сіделєв Дмитро Володимирович         | 04.11.2010            | вища    | член Партії регіонів   | Старобешівська теплоелектростанція, машиніст                            |
| 6                           | Солодовник Микола Васильович         | 04.11.2010            | вища    | член Партії регіонів   | ТПП Енерготор ВАТ Донбасенерго, заступник начальника                    |
| 7                           | Богомол Володимир Миколайович        | 04.11.2010            | середня | член Партії регіонів   | Старобешівська теплоелектростанція, майстер ЦТіПК                       |
| 9                           | Горбенко Геннадій Миколайович        | 04.11.2010            | вища    | член Партії регіонів   | Старобешівська теплоелектростанція, заступник начальника ЦРКО           |
| 10                          | Стамініч Тетяна Іванівна             | 04.11.2010            | вища    | член Партії регіонів   | Новосвітська загальноосвітня школа, директор                            |
| 11                          | Недомолкін Олександр Дмитрович       | 04.11.2010            | вища    | член Партії регіонів   | ПП «Гарант», директор                                                   |
| 12                          | Кравцова Лариса Володимирівна        | 04.11.2010            | вища    | член Партії регіонів   | ТОВ «Донбас-29», заступник директора                                    |
| 13                          | Ганенко Олександр Павлович           | 04.11.2010            | вища    | позапартійний          | Старобешівська теплоелектростанція, начальник відділу охорони праці     |
| 14                          | Бекеров Валерій Аметович             | 04.11.2010            | вища    | член Партії регіонів   | Старобешівська теплоелектростанція, заступник головного інженера        |
| 15                          | Ільцев Володимир Володимирович       | 04.11.2010            | вища    | член Партії регіонів   | Старобешівська теплоелектростанція, майстер ЦТіПК                       |
| 16                          | Германович Світлана Іванівна         | 04.11.2010            | вища    | член Партії регіонів   | ясла-садок «Малятко», завідувачка                                       |
| 17                          | Балакай Андрій Васильович            | 04.11.2010            | вища    | член Партії регіонів   | Старобешівська теплоелектростанція, ведучий економіст ВМП               |
| 18                          | Голосниченко Інна Григорівна         | 04.11.2010            | середня | член Партії регіонів   | Старобешівська теплоелектростанція, лаборант хімцеха                    |
| 20                          | Тіщенко Людмила Миколаївна           | 04.11.2010            | вища    | член Партії регіонів   | Відділ у справах сім'ї та молоді Старобешівської РДА, начальник відділу |
| 21                          | Черкашин Сергій Єгорович             | 04.11.2010            | середня | член Партії регіонів   | Старобешівська теплоелектростанція, начальник ЖКВ                       |
| 22                          | Чібічік Олексій Серафимович          | 04.11.2010            | вища    | член Партії регіонів   | Старобешівська теплоелектростанція, інструктор-методист СОЦ             |
| 23                          | Погорельченко Геннадій Володимирович | 04.11.2010            | вища    | позапартійний          | Старобешівська теплоелектростанція, начальник РБЦ                       |
| 24                          | Красовська Любов Михайлівна          | 04.11.2010            | вища    | член Партії регіонів   | Новосвітська селищна рада, секретар                                     |
| 25                          | Захаров Сергій Анатолійович          | 04.11.2010            | вища    | член Партії регіонів   | Старобешівська теплоелектростанція, начальник ЦТіПК                     |
| 26                          | Матвієнко Євгенія Валентинівна       | 04.11.2010            | вища    | член Партії регіонів   | Старобешівська теплоелектростанція, лаборант хімцеха                    |
| 27                          | Федоров Сергій Трифонович            | 04.11.2010            | вища    | член Партії регіонів   | Старобешівська філія «Волновахський автодор», начальник філії           |
| 28                          | Васильченко Олександр Іванович       | 04.11.2010            | вища    | член Партії регіонів   | Старобешівська теплоелектростанція, начальник ВКБ                       |
| 29                          | Пефтієв Юрій Миколайович             | 04.11.2010            | вища    | член Партії регіонів   | Старобешівська теплоелектростанція, заступник начальника ВВО            |
| 30                          | Лопухов Олександр Володимирович      | 04.11.2010            | вища    | член Партії регіонів   | Старобешівська теплоелектростанція, заступник началька електроцеху      |
| Самовисування               |                                      |                       |         |                        |                                                                         |
| 1                           | Карбовський Микола Вікторович        | 31.01.2012            | вища    | позапартійний          | Старобешівська ТЕС, старший машиніст енеогоблоків                       |
| 19                          | Книшова Галина Олександрівна         | 04.11.2010            | вища    | член Партії регіонів   | Новосвітська загальноосвітня школа І-ІІ ст., директор                   |